# Franz Jäger (Missionar)
Franz Jäger OMI (* 20. März 1875 in Kefferhausen, Kreis Heiligenstadt; † 2. März 1905 bei Aminuis, heute Namibia) war ein deutscher Oblate der Makellosen Jungfrau Maria, Missionar und Märtyrer.  

## Leben
Franz Jäger, gebürtig aus dem traditionell katholischen Eichsfeld, wurde von seinen Eltern am 14. Mai 1889 mit 14 Jahren in das Missionskolleg St. Karl der Oblaten in Valkenburg aan de Geul in den Niederlanden geschickt, wo sein älterer Bruder bereits ein Jahr zuvor eingetreten war. Am 14. August 1894 wurde er im Noviziatshaus St. Gerlach als Oblate eingekleidet und legte am 15. August 1895 seine Zeitlichen Gelübde ab. Dann studierte er in Hünfeld, legte am 15. August 1896 die Ewigen Gelübde ab und wurde am 24. Mai 1900 zum Priester geweiht. Vom 25. September 1900 bis zum 9. November reiste er mit anderen in die Apostolische Präfektur Windhoek in Deutsch-Südwestafrika (heute Namibia) und wurde Rektor der Missionsstation Klein-Windhoek. 1902 ging er in die Station Kaukurus (200 Kilometer östlich Windhoek) und 1903 nach Aminuis. Von dort unternahm er 1905 eine Reise mit unbekanntem Motiv, auf der er von Hottentotten, die sich Hendrik Witbooi zurechneten, erschossen wurde. Er wurde in Aminuis beerdigt.

## Gedenken
Die Römisch-katholische Kirche in Deutschland hat Pater Franz Jäger als Märtyrer in das deutsche Martyrologium des 20. Jahrhunderts aufgenommen.